# Едуард Гаузер
Едуард Гаузер (нім. Eduard Hauser; 22 червня 1895, Ерланген — 16 липня 1961, Гарміш-Партенкірхен) — німецький воєначальник, генерал-лейтенант вермахту. Кавалер Лицарського хреста Залізного хреста з дубовим листям.

## Біографія
Учасник Першої світової війни. З 15 вересня 1916 по 25 жовтня 1919 року перебував у британському полоні. Після демобілізації армії залишений в рейхсвері, служи у мобільних частинах. З 15 жовтня 1935 по 15 квітня 1937 року — ад'ютант 1-ї танкової бригади. З 12 жовтня 1937 по 1 липня 1938 року — командир 1-го батальйону 19-го танкового полку. Учасник Польської і Французької кампанії, офіцер штабу 19-го моторизованого корпусу. З 9 листопада 1940 року — командир 18-го танкового полку. Учасник Німецько-радянської війни. З 10 вересня 1941 року — командир 25-го танкового полку, з 1 вересня 1943 року — 13-ї танкової дивізії. 23 грудня 1943 року важко поранений. В серпні 1944 року — генерал для особливих доручень при рейхсфюрері СС, в серпні-листопаді — комендант укріпрайону Лютцен-Ангербург. З 14 березня 1945 року — комендант фортеці Піллау. 25 квітня поранений і відправлений на лікування в Бад-Тельц, де 9 травня потрапив в американський полон. 14 червня 1947 року звільнений.

## Звання
- Фанен-юнкер (4 серпня 1914)
- Фанен-юнкер-унтерофіцер (18 листопада 1914)
- Фенріх (18 січня 1915)
- Лейтенант (27 травня 1915)
- Оберлейтенант (31 липня 1925)
- Гауптман (1 лютого 1930)
- Майор (1 листопада 1935)
- Оберстлейтенант (1 жовтня 1938)
- Оберст (1 вересня 1941)
- Генерал-майор (1 грудня 1943)
- Генерал-лейтенант (20 липня 1944)

## Нагороди
- Залізний хрест
  - 2-го класу (17 червня 1915)
  - 1-го класу (12 вересня 1917)
- Орден «За заслуги» (Баварія) 4-го класу з мечами
- Нагрудний знак «За поранення» в чорному
- Почесний хрест ветерана війни з мечами
- Пам'ятна військова медаль (Австрія) з мечами
- Пам'ятна військова медаль (Угорщина) з мечами
- Медаль за участь у Європейській війні (1915—1918) з мечами (Третє Болгарське царство)
- Медаль «За вислугу років у Вермахті» 4-го, 3-го, 2-го і 1-го класу (25 років)
- Медаль «У пам'ять 1 жовтня 1938»
- Застібка до Залізного хреста
  - 2-го класу (29 вересня 1939)
  - 1-го класу (26 червня 1940)
- Лицарський хрест Залізного хреста з дубовим листям
  - лицарський хрест (4 грудня 1941)
  - дубове листя (№ 376; 26 січня 1944)
- Медаль «За зимову кампанію на Сході 1941/42»
- Двічі відзначений у Вермахтберіхт (12 жовтня і 24 грудня 1943)